# Lake Winnipesaukee
Lake Winnipesaukee, oder nach älterer Schreibweise Lake Winnipiseogee, ist der größte See im US-Bundesstaat New Hampshire. Er ist ungefähr 41 km lang (von Norden nach Süden) und 16 km breit (von Osten nach Westen) und hat eine Fläche von 186 km² bei einer maximalen Tiefe von 55 m. Der See enthält ca. 250 Inseln, außerdem erstrecken sich mehrere Halbinseln in ihn hinein, wodurch seine Gesamtuferlinie ca. 463 km beträgt. Der See liegt in einer Höhe von 153 m. ü. M.
Er gehört zu den Bezirken Belknap County und Carroll County.

## Seenregion

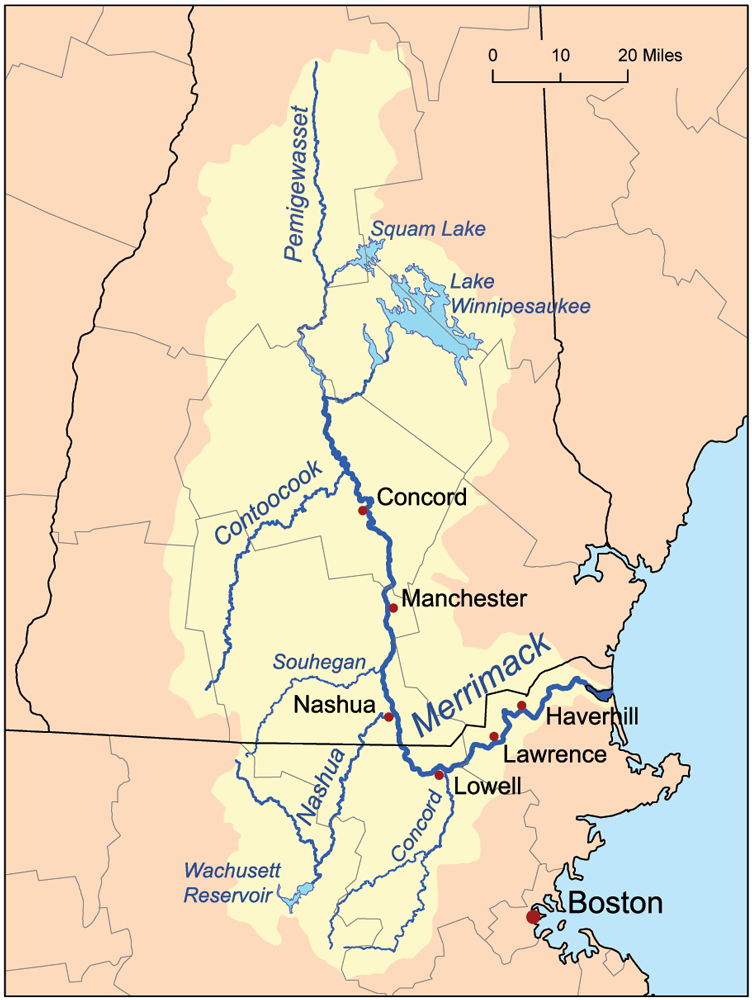
Lage des Lake Winnipesaukee im Einzugsbereich des Merrimack River

Zusammen mit dem Rest der „Lakes Region“, der Seenregion von New Hampshire, zu der neben dem Winnipesaukee auch Squam Lake, Newfound Lake, Lake Opechee, Lake Winnisquam, Kezar Lake, Highland Lake und Ossipee Lake gehören und manchmal auch der Sunapee Lake gerechnet wird, beherbergt Lake Winnipesaukee im Sommer zahllose Schauspielertruppen und bietet eine breite Auswahl an Freizeitaktivitäten zu Wasser und zu Lande. Es gibt zahlreiche Wanderpfade in den umgebenden Bergen, die die Ossipee Mountains im Osten, die Belknap Range im Westen und den Red Hill im Norden umfassen.
Insgesamt liegen in New Hampshire etwa 1300 Seen und Teiche (Angabe aus dem New Hampshire State Almanac).
Die Gemeinden, die den See umgeben, sind, im Uhrzeigersinn, angefangen bei der südlichsten:
- Alton
- Gilford mit dem Gunstock-Erholungsgebiet, bekannt für seine Ski- und Wandermöglichkeiten.
- Laconia, liegt um die Paugus Bay herum, ist die wichtigste Gewerbestadt am See. Zu Laconia gehört auch Weirs Beach, das größte öffentliche Badegelände am Lake Winnipesaukee.
- Meredith, dessen malerischer Hafen am nordwestlichen Ende des Sees liegt.
- Center Harbor
- Moultonborough
- Tuftonboro
- Wolfeboro, das sich selbst als „ältesten Sommerurlaubsort in Amerika“ bezeichnet.

## Geschichte

### Ur- und Frühgeschichte

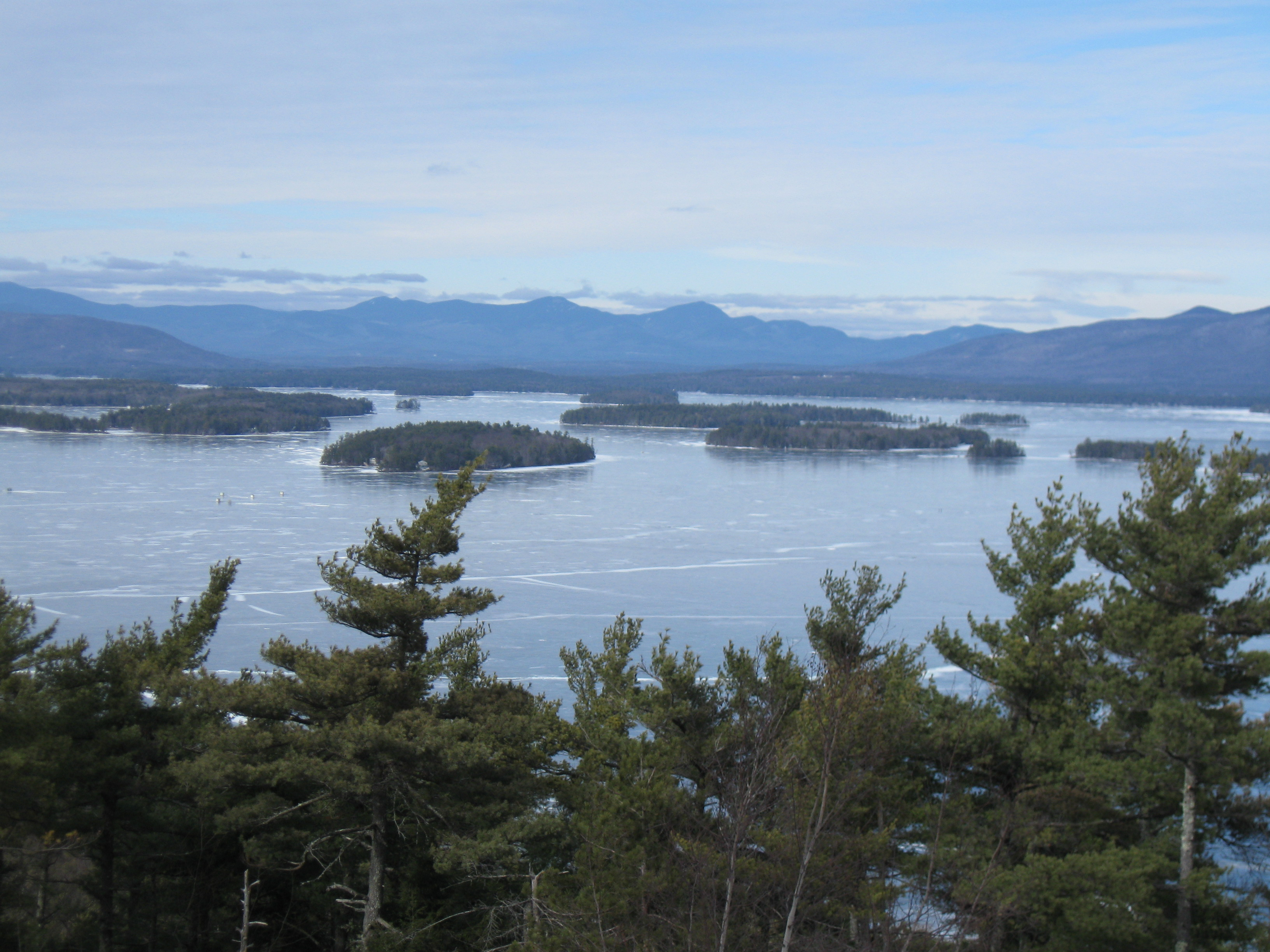
Inseln im zugefrorenen Winnipesaukee-See

Während der Eiszeiten, deren letzte als Wisconsin glaciation bezeichnet wird, konnten im Bereich des Winnipesaukee-Sees keine Menschen leben. Der See ist ein eiszeitlicher See; hierbei ist jedoch ungewöhnlich, dass die letzte Eiszeit seinen Wasserfluss umkehrte. Einst bewegte sich abfließendes Wasser, das aus dem zentralen New Hampshire kam, nach Südosten und floss über die heutige Alton Bay in Richtung des Atlantischen Ozeans. Als eiszeitliche Ablagerungen diesen Weg versperrten, floss das Wasser in westlicher Richtung durch die Paugus Bay in den Winnipesaukee River. Dieser fließt seither vom See aus nach Westen und in Franklin in den Pemigewasset River, wodurch der Merrimack River entsteht. Dieser fließt südwärts nach Massachusetts und dort in den Atlantik.
Das Gebiet des Sees war durchgängig ab dem 8. Jahrtausend v. Chr. bewohnt. Es liegt im archäologischen Bezirk Weirs-Aquadoctan, wobei die bedeutendste Fundstätte Weirs Beach ganz in der Nähe des Seeabflusses und nahe dem Merrimack River liegt. Dort fanden 1976 bis 1979 Grabungen statt, in Aquadoctan 1977. Späte Paläoindianer lebten hier als erste nachweisbare Menschen, ein Fund konnte auf 9615 ± 225 Jahre BP datiert werden. Jünger sind Funde aus der Epoche der archaischen Indianer, vor allem Werkzeugreste aus Quarz. Sie konnten auf die Zeit um 9000 BP datiert werden.
Nördlich des Sees, bei Tamworth, wurden Hornfelsvorkommen bereits in spätarchaischer Zeit abgebaut. Eine der Ursachen für die frühe Nutzung des Sees waren neben Hornfels-Lager auch Rhyolith-Lager, ein Gestein, aus dem in Werkstätten, die man bei Belmont (NH 31-20-5) fand, Werkzeuge hergestellt wurden. In zwei Werkstattzentren fertigte man verschiedene Vorformen, sogenannte cores oder Kerne für Schaber, Kratzer, Bohrer und Klingen an, die vor allem zwischen 6000 und 5000 v. Chr. entstanden. Insgesamt fand man rund 30.000 Artefakte. Auch wurden dort wohl Häute und Holz bearbeitet, so dass es sich wohl um dauerhaft bewohnte Dörfer handelte. 1999 entdeckte man am Silver Lake ähnliche Werkstätten. Diese Werkstätten versorgten die Umgebung mit fertigen Werkzeugen, wie etwa das Merrimack-Tal.
Eine weitere wichtige Fundstätte, eine Notgrabungsstätte am Westufer des Sees gelegen, liegt im Lochmere Archaeological District, die Lodge Site (NH31-6-6). Sie umspannt die mittelarchaische Periode und reicht bis in die späte Waldlandphase. Neben Werkzeugen fanden sich 145 Tonscherben aus der jüngeren Waldlandperiode.

### Abenaki, Kolonialzeit

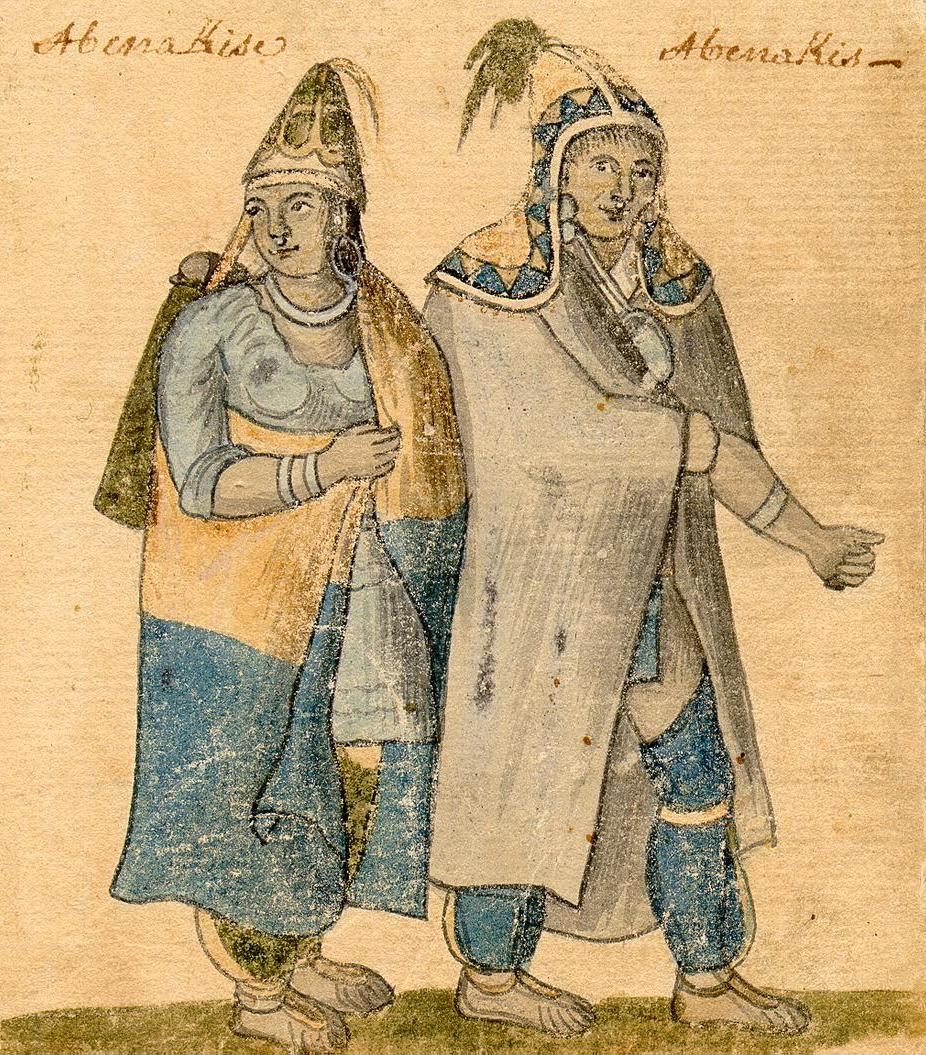
Abenakipaar im 18. Jahrhundert

Der indianische Name „Winnipesaukee“ leitet sich von „Wiwininebesaki“ ab, was „Der See, in dessen Nähe sich weitere Seen und Tümpel befinden“ oder einfach „Seengebiet“ bedeutet. Es handelt sich dabei zugleich um die Bezeichnung für einen dort lebenden Stamm der westlichen Abenaki (Sokoki). Die westlichen Abenaki lebten zu Beginn des 17. Jahrhunderts im heutigen New Hampshire und Vermont sowie in den angrenzenden Gebieten des zu dieser Zeit französischen Provinz Québec. Im Westen lebten sie im Champlain Valley, den Green Mountains, dem Tal des Connecticut River und in den White Mountains, deren angrenzendes Hochland im Süden die Täler des Lake Winnipesaukee und des Merrimac River durchschneiden. Die Winnipesaukee lebten vor allem im Dorf Acquadocton am See, dort wo heute The Weirs besteht.
Reichliche Niederschläge, sehr kalte und lange Winter machten die Bodenbebauung, etwa den Anbau von Kürbissen, nicht unmöglich, doch verminderte das Klima die Erträge so sehr, dass die Jagd und der Fischfang die Hauptnahrungsquellen blieben.
Dementsprechend lebten die Abenaki in einen wildreichen Waldmischwaldgebiet, wo neben Laubbäumen vor allem Hemlocktannen und Weymouthskiefern wuchsen. Auf den Bergen und Berghängen wuchsen überwiegend nördliche Laubbäume und Amerikanische Rotfichten, während es in den Sumpfgebieten Balsamtannen, Schwarzfichten, Lärchen und Weiße Scheinzypressen gab. An großen Säugetieren jagten die Abenaki Elch, Hirsch und Schwarzbär, aber auch Hasen, Wiesel, Eichhörnchen und Vögel; für den Pelzhandel stellten sie auch Biber, Bisamratte, Otter, Mink, Fischermarder, Waschbär, Fuchs und Stinktier nach, wobei sie im Winter und mit Schneeschuhen und Schlitten jagten. Dabei standen sie mit Wölfen und Rotluchs nicht in Konkurrenz.
Ahornbäume lieferten Sirup und Zucker, der See Fisch. Dazu wurden von den Männern Reusen, Fallen, Angeln und Netze aufgestellt. Feld- und Gartenarbeit waren Frauenarbeit, sieht man vom Tabak ab. Die Frauen sammelten wilde Beeren, vor allem Blaubeeren.
Die weiter im Süden um Concord lebenden Penacook kamen als erste mit den europäischen Kolonisten in Kontakt. Sie bauten Mais, Bohnen und Kürbisse an. In dieser frühen Phase der europäischen Besiedlung gehörten die Penacook einer großen, nach ihnen benannten Konföderation an. Sie diente der Abwehr der Mi’kmaq im Norden und der Mohawk im Westen. Zu dieser Konföderation gehörten auch die Winnipesaukee, nach denen der See benannt wurde.
Eine Pocken-Epidemie traf die Stämme Neuenglands 1633 und 1634. Sie breitete sich nach Norden zu den Abenaki und Stämmen am Sankt-Lorenz-Strom und schließlich zu den Irokesen aus. Um 1637 erhielten die Abenaki ihre ersten Gewehre von englischen Händlern, die 1638 einen Handelsposten am Merrimack River bei den Pennacook errichteten. 1642 verbündeten sich die Westlichen Abenaki mit den Mahican und ihren früheren Feinden, den Mohawk, gegen die Montagnais oder Innu. Zwar gelang es Jesuiten, einen Frieden zwischen östlichen Abenaki und Innu zu erreichen, doch kam es zu Konflikten mit den Mohawk. Die Pocumtuc verließen das Connecticut-Tal in Massachusetts und zogen nach Norden, womit nur noch Missisquoi und Cowasuck in Vermont als die letzten größeren Dörfer der Westlichen Abenaki fortbestanden. 1668 trieben die Mohawk die Pennacook durch New Hampshire in das südliche Maine. Die Allianz zwischen Engländern und Irokesen hatte die Abenaki auf die Seite der Franzosen und ihrer Verbündeten gezwungen. Als 1675 Häuptling Metacomet oder „King Philip“ die englischen Kolonien angriff, hielten sich die meisten Abenaki zwar neutral, doch unterstützten zumindest die südlichen Gruppen, die am stärksten vom englischen Siedlungsdruck und Landraub betroffen waren. Die Engländer antworteten mit einer Strafexpedition, sogar die weiter nördlich lebenden Penobscot und Kennebec wurden in den Krieg hineingezogen, der zu einem Massaker ausartete. Nach 1676 gab es nur noch etwa 4.000 Indianer im südlichen Neuengland, die Zahl der erwachsenen Männer im Gebiet des Merrimack war von mehreren Tausend auf etwa 300 zusammengebrochen. Viele Abenaki waren auf französisches Gebiet geflohen. Die Kämpfe zwischen Frankreich und England wurden so rücksichtslos geführt, dass 1695 das gesamte Grenzgebiet entvölkert war. Erst 1727 kam es zu einem Friedensschluss. Zwischen 1761 und 1774 drangen vermehrt Siedler in ihr ehemaliges Wohngebiet ein und es kam 1763 zum Pontiac-Aufstand, an dem sich auch Abenaki beteiligten.
Die Winnipesaukee waren ein Teil dieser übergreifenden Geschichte. Sie zählten 1614 über 400 Angehörige, die Lager an der Alton Bay, bei Melvin Village, an den Wolfeboro Falls, in Moultonboro Neck, Lochmere, Laconia und Ahquedaukee, Aquadoctan oder Aquedaukenash (The Weirs) bewohnten. Letzteres war nicht nur ihr Winterquartier, sondern es kamen auch Indianer von den zahlreichen Inseln des Sees hinzu. Dort waren sie vor dem vorherrschenden Nordwestwind des Winters besser geschützt, dort lagerten sie tonnenweise Fisch für die kalte Jahreszeit. Das Dorf maß mehr als 400 mal 400 m und lag am Nordufer, das den Kanal flankierte. Hingegen war die Südseite zu steil, um dort Wigwams zu errichten.
Mehrere weiträumige Pfade verbanden ihre Dörfer. Am Zusammenfluss von Winnipesaukee und Pemigewasset River lebten Pemigewasset, auf dem Willow Hill in Franklin fand man eine Art großen Mörser oder primitive Mühle, mit der Mais zermahlen wurde. Die ersten englischen Siedler nutzten diese Mühle anfangs ebenfalls. Um 1680 war die Zahl der Pemigewasset durch Pocken so weit dezimiert, dass sie sich oberhalb von Plymouth niederließen. Eines ihrer wichtigsten Lager war an den Profile Falls am Smith River, ein weiteres am alten Highway von Bristol nach Hill. Bei Bristol trafen Pemigewasset- und Pass-aqua-nik-Pfad mit dem Mascoma-Pfad aufeinander, der dem Smith River folgte. Der Kancamagus-Pfad lief mit dem Pemigewasset trail bei Woodstock zusammen, und der Asquamchumaukee-Pfad traf mit ihm dort zusammen, wo ihr altes Dorf an der Mündung des Baker River gestanden hatte, genau oberhalb von Plymouth.
1696 verließen die wenigen noch verbliebenen Familien am Winnipesaukee-See ihr Dorf Aquadoctan in Begleitung zweier junger englischer Gefangener. Sie schlossen sich dem Stamm der Pequaket am Saco River beim heutigen Fryeburg in Maine an.
Im Oktober 1743 kam ein Indianer namens Coaus nach Portsmouth und ersuchte Seine Exzellenz den Gouverneur um Einrichtung eines Handelspostens bei Pemigewasset. Außerdem hielt er es für vernünftig oder berechtigt (reasonable), eine Wiedergutmachung (satisfaction) dafür zu erhalten, dass ihr Land von Engländern ohne sie zu fragen besiedelt worden sei. Auf Rückfrage, wie viele Indianer denn ihr Land forderten, antwortete er, es seien nur drei oder vier.
1765 entstand am verlassenen Standort von Aquadoctan eine Mühle, für deren Bau Artefakte der Siedlung, vor allem Teile der namengebenden Weirs, also der Fischwehre, gebraucht wurden. Insgesamt fand man mehr als 10.000 Artefakte, die in Museen und Sammlungen in Concord, Manchester, Hanover und Laconia aufbewahrt werden. Die meisten Keramikstücke fand man jedoch am Amoskeag Bluff (Smyth Estate) in Manchester. Im Jahr, in dem die Mühle entstand, begann Jacob Eaton ein Wohnhaus bei Pickerel Cove zu bauen, das er im folgenden Jahr fertigstellte. Er fällte Bäume auf einer Fläche von 6 Acre, bis auf eine Reihe von Apfelbäumen, die die dortigen Indianer angepflanzt hatten. 1767 brachte Eatons Frau das erste nichtindianische Kind des Seengebiets zur Welt.

### Tourismus, Verkehrserschließung, Schifffahrt

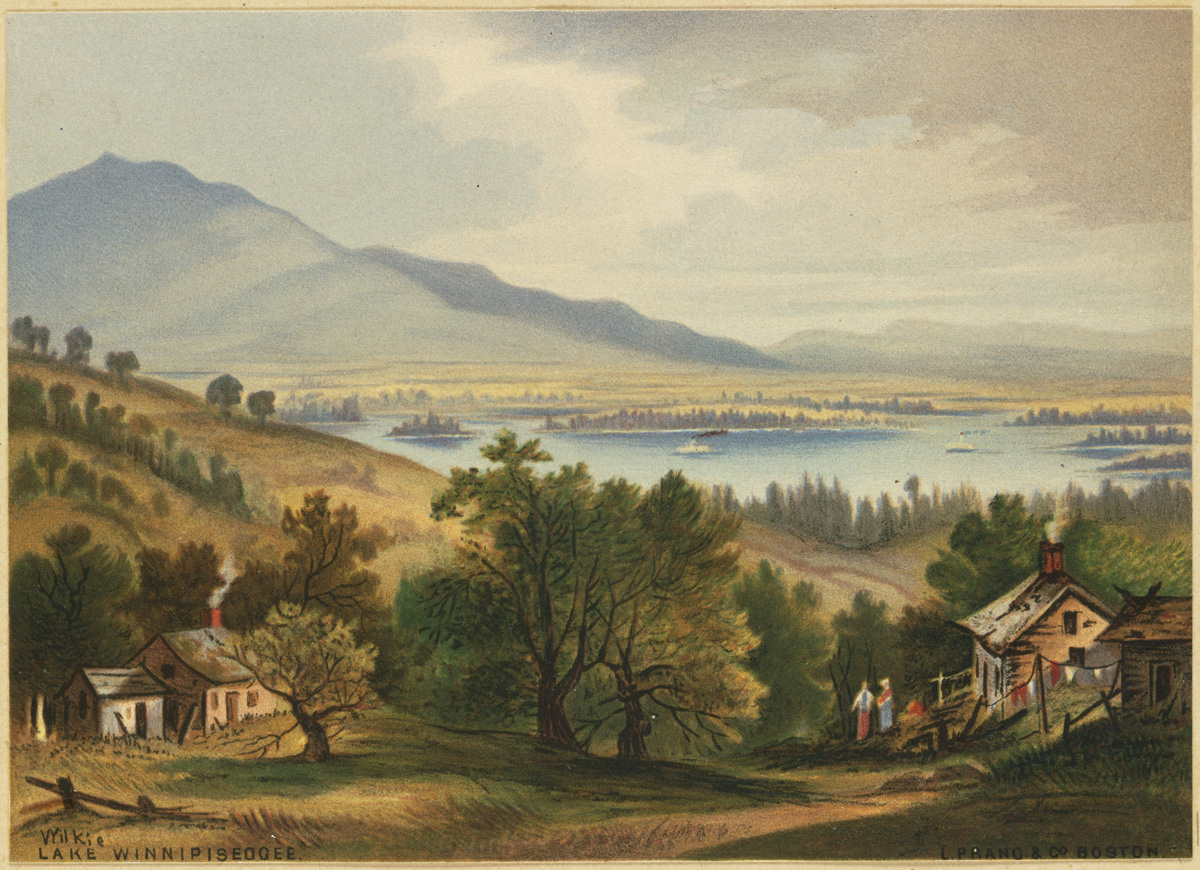
Blick auf den See, Robert D. Wilkie (1828–1903)

Lake Winnipesaukee wurde ab der ersten Hälfte des 19. Jahrhunderts ein Reiseziel, besonders für Touristen aus Boston und New York, die der dortigen Sommerhitze auswichen.

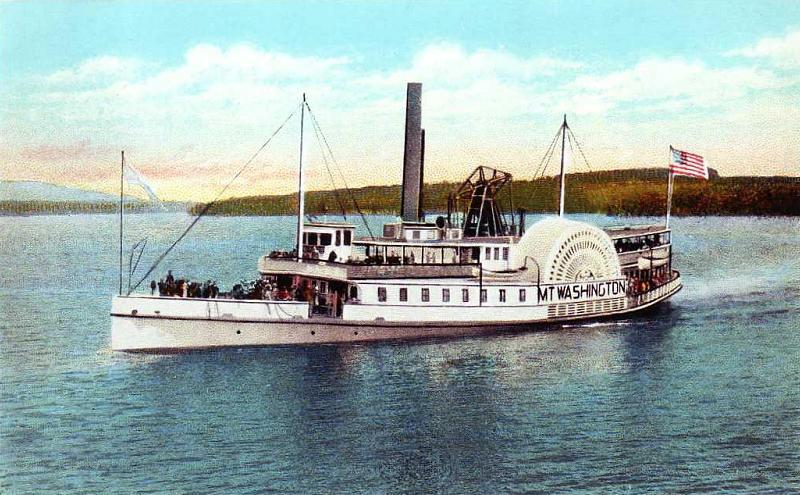
Die Mount Washington, 1920

Die Mount Washington nahm im Frühjahr 1871 den Passagier- und Paketdienst auf dem See im Auftrag der Boston and Maine Railroad auf. Das Schiff erhielt seinen Namen vom höchsten Berg des Bundesstaates New Hampshire. Mit einer Länge von 54 m bei einer Breite von 15 m war sie ein typischer nordamerikanischer Seitenraddampfer und der größte Dampfer auf dem See. Die Schaufelräder wurden von einer Einzylinder-Dampfmaschine mit 450 hp (340 kW) bei ca. 26 Umdrehungen pro Minute angetrieben. Ein im Takt der Schaufelräder oszillierender Balancier (walking beam) hoch über dem Oberdeck übertrug Kraft vom stehenden Zylinder auf die Antriebsachse. Diese Technik existierte fast ausschließlich in den USA.
Zeitgenossen beschrieben das Schiff als eine majestätische Erscheinung und nannten es liebevoll „The Mount“. Küche und Service wurden bald mit denen der feinsten Restaurants von New York und New Orleans verglichen. Am 23. Dezember 1939 brannte das Schiff völlig aus, als es in der Nähe eines brennenden Schuppens in Ufernähe Feuer fing; das Schiff war im Eis eingeschlossen, konnte daher nicht aus der Gefahrenzone gezogen werden.
1882 baggerte das US Army Corps of Engineers den Weirs Channel zwischen Meredith Bay und Paugus Bay aus und verbreiterte die Fahrrinne, um den problemlosen Verkehr zwischen diesen Gewässern zu gewährleisten.
Mit der Erfindung der Schiffsschraube verschwanden die Raddampfer. Nur wenige haben als Touristenattraktion überdauert, meist von privaten Organisationen restauriert und gepflegt.

## Wettbewerb

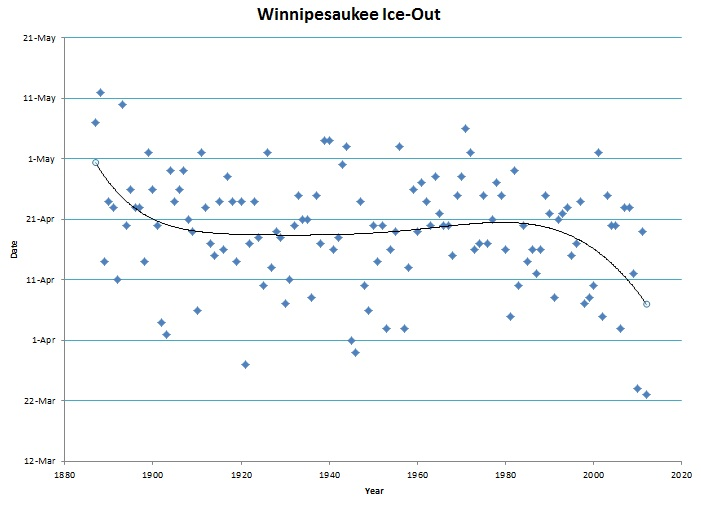
Die Datenreihe des „Ice-Out“ zwischen 1860 und 2010

Lake Winnipesaukee ist für seinen jährlichen Ice-out-Wettbewerb (etwa „Eisfrei“-Wettbewerb) bekannt, bei dem die Teilnehmer versuchen das früheste Datum zu schätzen, an dem die Mount Washington (alias The Mount), ein großes Schiff, das Touristen auf dem See herumfährt, sicher ihren Hafen in der Saunders Bay verlassen und vier weitere Häfen ansteuern kann. Seit dem Beginn der Aufzeichnungen 1851 war der See frühestens am 29. März und spätestens am 12. Mai „eisfrei“, wobei er in 90 Prozent der Fälle im April „eisfrei“ war.

## Filme
- Der preisgekrönte Film Am goldenen See von 1981 wurde am Squam Lake gefilmt, der sich in der Seenregion knapp nördlich des Lake Winnipesaukee befindet.
- Die Komödie Was ist mit Bob? spielt am Lake Winnipesaukee, die eigentlichen Dreharbeiten fanden aber am Smith Mountain Lake in Virginia statt.